# Іоанніс Пападопулос
Іоанніс Пападопулос (грец. Ιωάννης Παπαδόπουλος; 17 березня 1982) — грецький футбольний арбітр. Судить матчі в Суперлізі з 2015 року. Арбітр ФІФА та УЄФА з 2018 року.

## Суддівська кар'єра
22 серпня 2015 року Пападопулос відсудив свій перший матч у чемпіонаті Греції. Під час матчу між «Пантракікосом» і «Астерас Тріполіс» 0–2 арбітр сім разів показав жовту картку, дві з яких — одному й тому ж гравцеві.
У єврокубках він дебютував під час матчу між «Приштина» та «Юероп» у першому кваліфікаційному раунді Ліги Європи. Матч закінчився з рахунком 5–0, а Пападопулос показав чотири жовті картки.
Свій перший міжнародний матч на рівні збірних команд він відсудив 11 жовтня 2021 року, коли Ісландія перемогла Ліхтенштейн з рахунком 4–0 у відбірковому матчі до ЧС-2022. Голами відзначилися Штефан Тордарсон, Альберт Гудмундссон (двічі) та Андрі Гудйонсен. Під час цієї гри Пападопулос показав три жовті картки гравцям команди Ліхтенштейн: одну Ноа Фроммельту і дві Мартіну Марксеру.